# 深淵居民

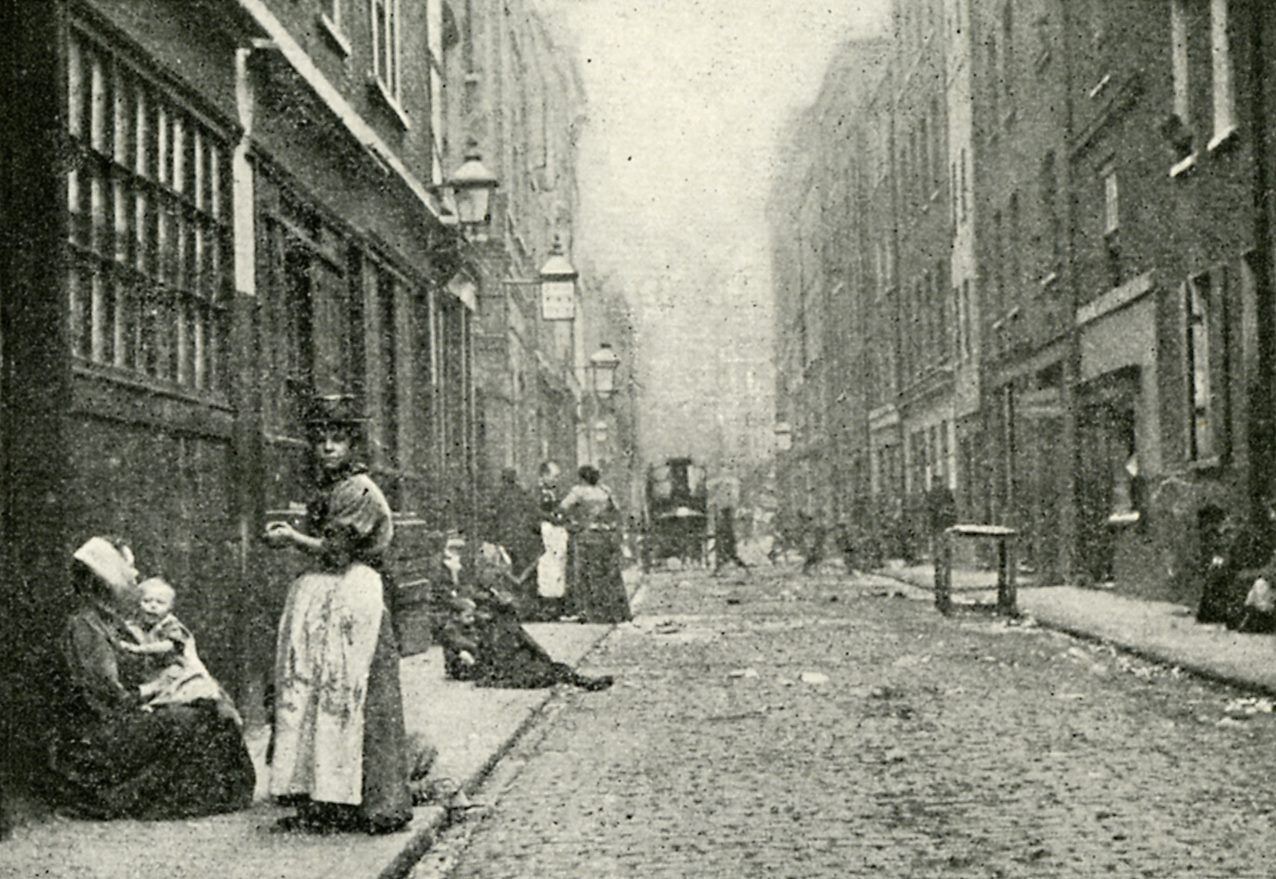
多塞特街屬於倫敦的白教堂區，該相片為本書攝於1902年

《深淵居民》（The People of the Abyss，1903）是傑克·倫敦描寫1902年倫敦東區人民生活的一部著作。其內容都是他自己的親身體驗，數月裡他一直呆在該地區的濟貧院甚至露宿街頭以體驗生活。當時倫敦大約有50萬有類似遭遇的人們。

## 介紹
在此之前恩格斯就寫過《1844年英格蘭工人階級狀況》描述同樣的事情，不過恩格斯所描寫的內容多是二手消息，不像《深淵居民》的內容是基於一手來源寫成的。
1890年，雅各·里斯出版了《另一半人怎樣生活》，它被認為是《深淵居民》創作靈感來源。因為當時《深淵居民》的廣告上寫的是“只有讀過雅各·里斯關於紐約的著作的人才能領會”。
當傑克倫敦寫作時，“Abyss”（深淵）一詞被廣泛用來指代底層社會。H·G·威爾斯的《Anticipations》（1902年）就用過這個詞以及“the People of the Abyss”。
喬治·奧威爾青年時受到了此書的啟發，1930年代他也開始喬裝行走于貧民區。此書的影響可以在其《巴黎倫敦落魄記》以及《通往威根码头之路》中看到。
英國記者暨編輯Bertram Fletcher Robinson在書評當中寫到"很難再找到比這本書所描寫的景象更悲慘的了"。

## 外部連結
- Online text of the 1903 edition of The People of the Abyss, with illustrations
- The People of the Abyss - 古腾堡计划
- Online reading by Peter Yearsley at Librivox.org of The People of the Abyss by Jack London （页面存档备份，存于）